# Augastes
Augastes – rodzaj ptaków z podrodziny kolibrzyków (Polytminae) w rodzinie kolibrowatych (Trochilidae).

## Zasięg występowania
Rodzaj obejmuje gatunki występujące endemicznie w Brazylii.

## Morfologia
Długość ciała 8,1–10,1 cm; masa ciała 2,7–4,8 g.

## Systematyka

### Etymologia
- Augastes: gr. αυγαστης augastēs „dawca światła, promienny”, od αυγη augē „światło słoneczne”, od αυγεω augeō „błyszczeć”[6].
- Lamprurus: gr. λαμπρος lampros „olśniewający”; ουρα oura „ogon”[7]. Gatunek typowy: Ornismya lumachella Lesson, 1839.
- Lumachellus: epitet gatunkowy Ornismya lumachella Lesson, 1838; wł. lumachella „wapienny kamień osadowy z widocznymi skorupami muszel”, od zdrobnienia lumacha „ślimak”[8]. Gatunek typowy: Ornismya lumachella Lesson, 1838.

### Podział systematyczny
Do rodzaju należą następujące gatunki:
- Augastes scutatus (Temminck, 1824) – zalotnik hiacyntowy
- Augastes lumachella (Lesson, 1839) – zalotnik czarnołbisty